# Балканська федерація
Балканська федерація — проєкт федеративної держави, що включала б у себе Югославію, Болгарію, Румунію, Албанію та, в разі перемоги комуністів, Грецію.
Проєкт про створення Балканської федерації чи конфедерації засновано головним чином на лівій політичній ідеології.
Концепція Балканської федерації виникла наприкінці 19 століття серед лівих політичних сил в регіоні. Головна мета полягала в створенні нової політичної єдності: загальна федеративна республіка мала об'єднати Балканський півострів на основі інтернаціоналізму, соціальної солідарності та економічної рівності. Провідна ідея була в тім, що, незважаючи на відмінності між балканськими народами, історична необхідність звільнення була загальної основою для об'єднання.
Ця політична концепція пройшла через три етапи у своєму розвитку. На першому етапі ця ідея була сформульована як відповідь на розпад Османської імперії на початку XX століття. На другому етапі, під час інтербелуму (1919—1936), ідея балканської федерації розглядалась балканськими комуністичними партіями. Третій етап характеризується зіткненням між балканськими комуністичними лідерами і Йосипом Сталіном.

## Політичний фон
Протягом багатьох століть під владою Османської імперії велика частина Балканського півострова було геополітичним утворенням без внутрішніх кордонів. У 19 столітті були створенні національні держави, які створили міждержавні кордони на Балканах.
Новостворені національні держави на Балканах, а не лишали перспективи демократичному мультикультурному співіснуванню через прийняття стратегії розширення свого терену. У 19 столітті в політичному житті Балкан «нація» розуміється як етнічна спільність, яка має повторно зібрати її розрізнені частини, так Греція повинна стати «Великою Грецією», Болгарія «Великою Болгарією», Сербія «Великою Сербією». Така політика була репресивною до національних меншин, і пов'язана з етнічними чистками. Космополітично орієнтована інтелігенція, головним чином соціалістичної орієнтації, піднімала свій голос проти такого майбутнього на Балканах.

### Балканська Комуністична Федерація
Жовтневий переворот у Росії, яка створила державу без національного префікса, зміцнило революційний інтернаціоналізм на Балканах. Крім того, новоутворений Третій інтернаціонал (або Комінтерн) зібрав у своїх лавах революційних соціалістів з усіх Балкан. Комінтерн сприймав створення Балканської федерації як основу своєї політики на Балканах. Для комуністів Соціалістична Балканська Федерація була «єдиним виходом із національної ненависті, розпаду держав, бідності та імперіалістичної експлуатації.»
Наприкінці 1920-х Комінтерн замість колишнього гасла до світової революції прийняв програму «соціалізму в одній країні», після чого балканський інтернаціоналізм згас та інтернаціоналісти стали меншиною в комуністичному русі.
Під час Другої світової війни було ініційовано національно-визвольну боротьбу югославських, албанських, болгарських і грецьких партизанів. Светозар Вукманович як делегат від Центрального Комітету Комуністичної партії Югославії і штабу Верховного Штабу Народно-визвольної армії в 1943 році у Македонії працював над створенням Балканського штабу для координації Народно-визвольної боротьби балканських народів і майбутнього утворення Балканської федерації. Проте ЦК КПРС пізніше відмовився від створення Балканського штабу, через те що «зменшиться вплив СРСР і Верховного головнокомандувача Червоної Армії.»
Після Другої світової війни між новою комуністичною владою Югославії, Народною Республікою Болгарії, Народною Республікою Румунії і Народною Республікою Албанії за активної участі Радянського Союзу обговорювалося створення Балканської федеративної республіки, яка буде включати й Грецію в разі перемоги грецьких партизанів у грецькій громадянській війні. Тіто в той час дуже активно працював над створенням Балканської федерації. Югославія активно допомагала грецьким партизанам і працювала над об'єднанням Албанії з Югославією. Під час першої сесії Антифашистської ради національного визволення Албанії 24 травня 1944 р. Тіто направив телеграму про те, що боротьба народів Югославії "гарантує братство балканських країн за для досягнення ідеї Балканської конфедерації. Вважалося, що албансько-югославські відносини (поряд із Косовським питанням) буде вирішено в рамках соціалістичної Балканської конфедерації. 1 липня 1947 було укладено Договір про дружбу і співробітництво між Федеративною Народною Республікиою Югославія та Народною Республікою Албанія. У 1947 підписано договір про дружбу і співпрацю між Албанією та Болгарією. . В цей же час було підписано і Югославсько-болгарську і болгаро-румунську двосторонні угоди про співпрацю.
Але Сталін був проти створення будь-якої федерації балканських народів, яка б вивела держави з радянської сфери впливу Сталін побоювався, що у Балканській федерації, зі столицею у в Белграді, домінуватиме Югославська комуністична партія на чолі з Й. Броз Тіто. Усі заходи навколо створення балканської федерації були припинені у зв'язку з опозицією Сталіна такому об'єднанню балканських народів. Після декларації Комінформу в червні 1948, в якій було засуджено Тіто, повністю припинилися переговори про формування федерації.